# Organisateur de compétitions cyclistes
Les trois acteurs majeurs dans l'organisation de compétitions cyclistes sont :
- ASO (groupe Amaury, également propriétaire de l'Equipe), qui organise le Tour de France, Paris-Nice, Paris-Roubaix, la Flèche wallonne, Liège-Bastogne-Liège, Paris-Tours et le Critérium du Dauphiné libéré depuis 2010.
- RCS Sport (RCS MediaGroup, également propriétaire de La Gazzetta dello Sport), qui organise le Tour d'Italie, Tirreno-Adriatico, Milan-San Remo, et le Tour de Lombardie
- Unipublic (propriété d'ASO), qui organise le Tour d'Espagne.

D'autres sociétés organisent des épreuves d'envergure :
- Le groupe Corelio (société d’édition flamande) organise le Tour des Flandres (via le quotidien flamand Het Nieuwsblad), et le Het Volk (via le quotidien du même nom).
- La société de marketing et de management IMG (International Management Group) organise le Tour de Romandie et le Tour de Suisse
- Le quotidien espagnol El Diario Vasco (groupe Correo) organise le Tour du Pays basque et la Classique de Saint-Sébastien
- L'agence de marketing allemande Upsolut organise le Tour d'Allemagne (avec la Fédération Allemande de Cyclisme), la Vattenfall Cyclassics et le Championnat de Zurich